# Дамбаев, Гарма Дамбаевич
Гарма́ Дамба́евич Дамба́ев (1905—?) — председатель колхоза имени Калинина Курумканского аймака Бурят-Монгольской АССР, Герой Социалистического Труда.

## Биография
Родился в 1905 года в улусе Аргада (территория современного Курумканского района Бурятии). 
В 1925 году окончил курсы ликбеза и был направлен заведующим избой-читальней. Избран председателем сельского Совета.
Был одним из первых организаторов колхоза в своем районе, работал рядовым колхозником, затем – бригадиром полеводческой бригады. В 1934 году Гарма Дамбаев избран председателем колхоза «Бато байдал», затем возглавил укрупненный колхоз им. Калинина. 
При нем получили развитие все основные отрасли сельского хозяйства, особенно земледелие. Колхоз перешел на научно обоснованную систему ведения зернового хозяйства, что позволило получать в северном районе Бурятии устойчивые урожаи пшеницы.
29 марта 1948 года Указом Президиума Верховного Совета СССР за получение высоких урожаев Гарме Дамбаевичу Дамбаеву присвоено звание Героя Социалистического Труда.

## Награды и звания
- Герой Социалистического Труда (1948)
- Орден Ленина (1948)

## Память
- В селе Курумкан на аллее Героев Социалистического Труда установлен бюст Гарме Дамбаеву[2].